# Super Fantasy Zone
Super Fantasy Zone est un jeu vidéo de type shoot 'em up développé par Sunsoft et édité par Sega en 1993 sur Mega Drive uniquement au Japon et en Europe,,. C'est le dernier opus de la série Fantasy Zone.
Super Fantasy Zone est réédité sur la console virtuelle de la Wii en 2008.